# Сен-Жюст (Канталь)
Сен-Жюст (фр. Saint-Just, окс. Sant Just) — коммуна во Франции, находится в регионе Овернь. Департамент — Канталь. Входит в состав кантона Рюин-ан-Маржерид. Округ коммуны — Сен-Флур.
Код INSEE коммуны — 15195.
Коммуна расположена приблизительно в 450 км к югу от Парижа, в 100 км южнее Клермон-Феррана, в 65 км к востоку от Орийака.

## Население
Население коммуны на 2008 год составляло 203 человека.
| 1962 | 1968 | 1975 | 1982 | 1990 | 1999 | 2008 |
| ---- | ---- | ---- | ---- | ---- | ---- | ---- |
| 362  | 299  | 286  | 271  | 248  | 222  | 203  |

## Администрация
| Период | Период | Фамилия            | Партия | Примечания |
| ------ | ------ | ------------------ | ------ | ---------- |
| 1947   | 1948   | Луи Паран          |        |            |
| 1948   | 1950   | Жан-Батист Фалькон |        |            |
| 1950   | 1973   | Пьер Портфе        |        |            |
| 1973   |        | Рене Кюссак        |        |            |

## Экономика
В 2007 году среди 134 человек в трудоспособном возрасте (15—64 лет) 91 были экономически активными, 43 — неактивными (показатель активности — 67,9 %, в 1999 году было 72,8 %). Из 91 активных работали 82 человека (47 мужчин и 35 женщин), безработных было 9 (2 мужчин и 7 женщин). Среди 43 неактивных 13 человек были учениками или студентами, 18 — пенсионерами, 12 были неактивными по другим причинам.

## Достопримечательности
- Ферма Эстремьяк (1683 год). Памятник истории с 2002 года[3]
- Крест XV века, установленный около пути Святого Иакова. Памятник истории с 1992 года[4]

## Фотогалерея

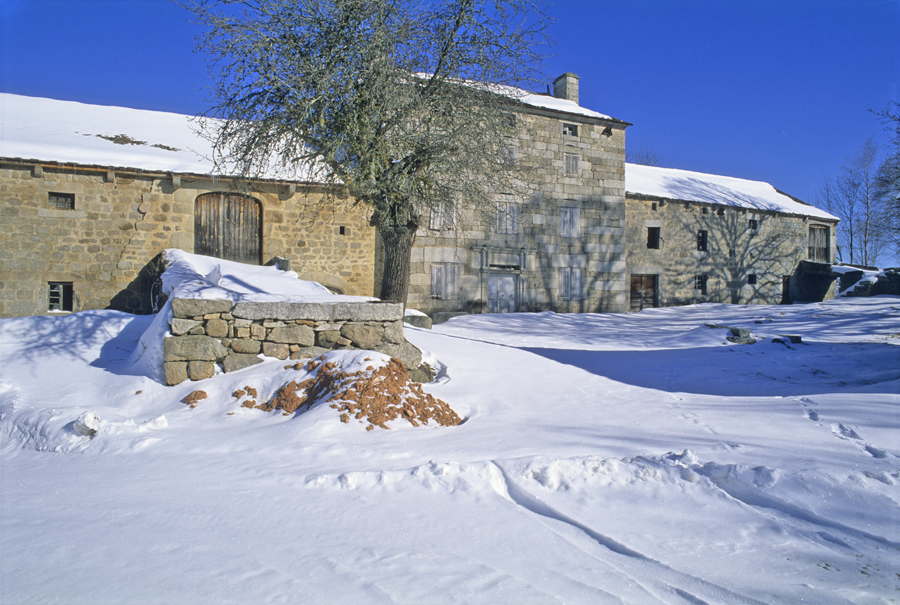
Ферма Эстремьяк
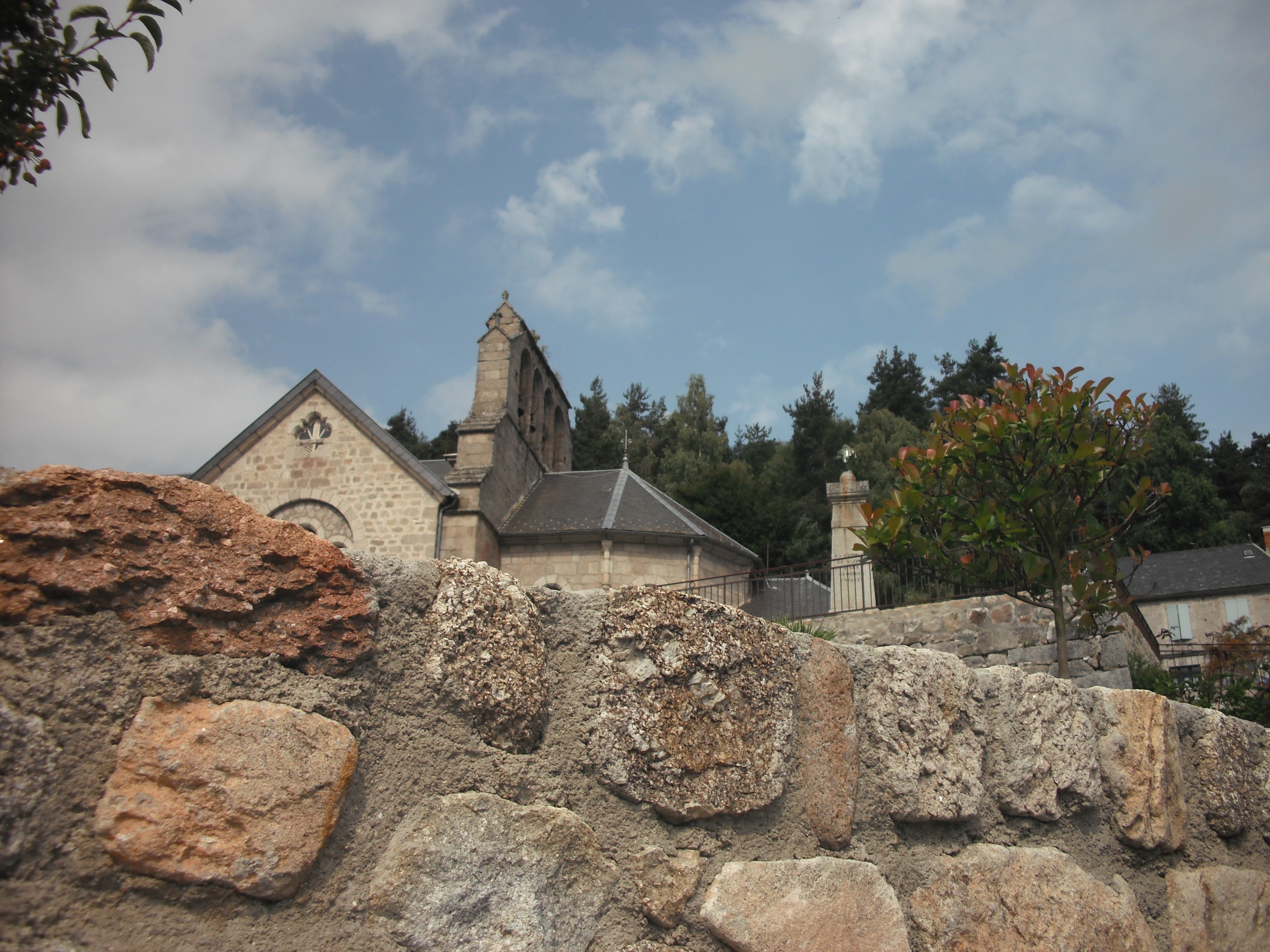
Церковь
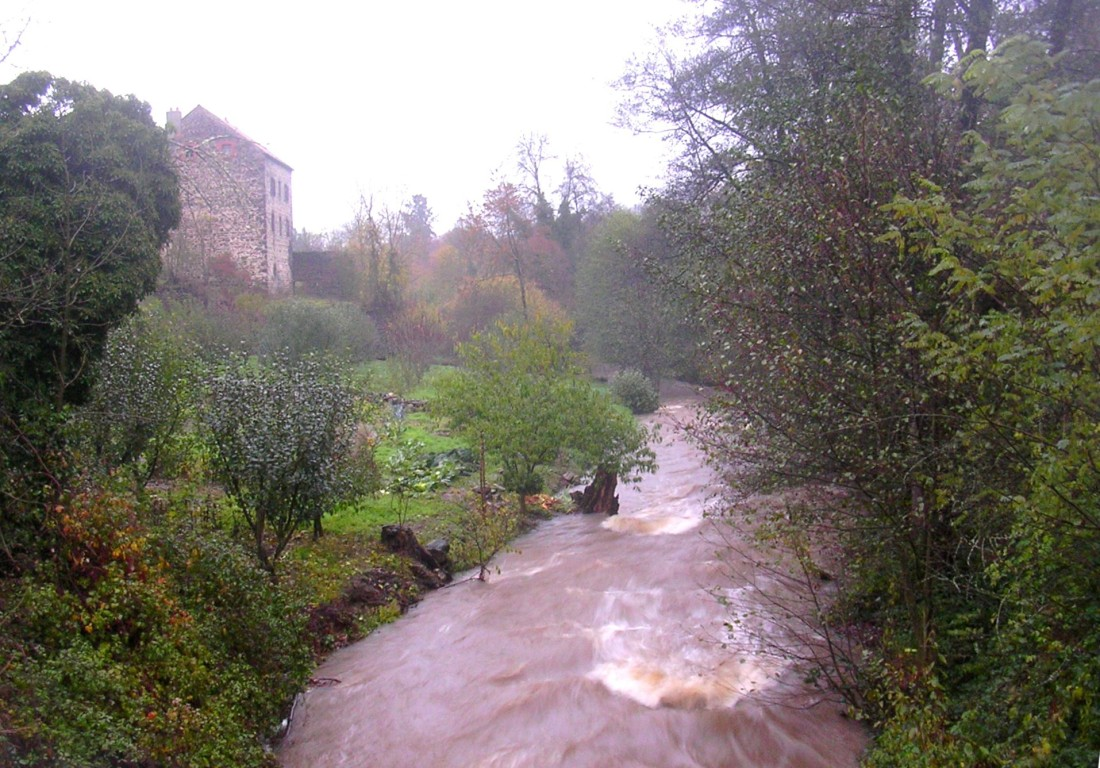
Река Серу
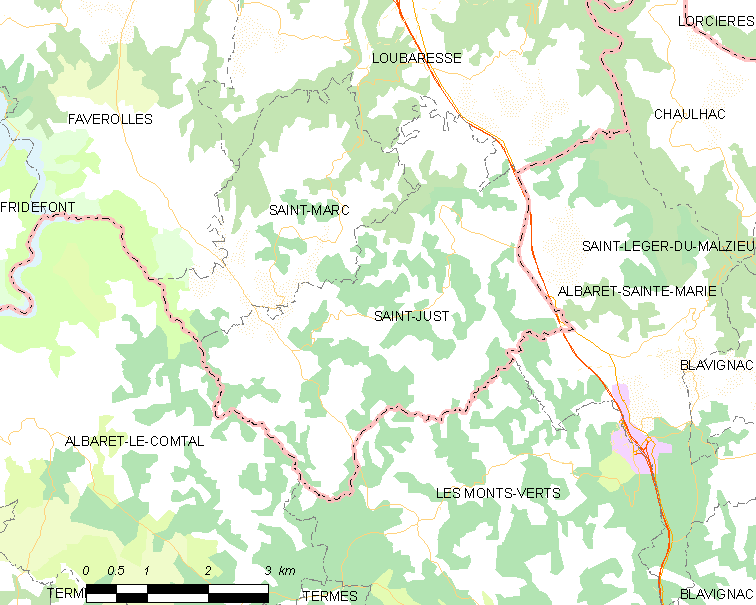
Карта коммуны